# Любево (гміна)
Гміна Любево (пол. Gmina Lubiewo) — сільська гміна у північній Польщі. Належить до Тухольського повіту Куявсько-Поморського воєводства.
Станом на 31 грудня 2011 у гміні проживало 5840 осіб.

## Площа
Згідно з даними за 2007 рік площа гміни становила 162.80 км², у тому числі:
- орні землі: 49.00%
- ліси: 41.00%

Таким чином, площа гміни становить 15.14% площі повіту.

## Населення
Станом на 31 грудня 2011:
| Опис     | Загалом | Загалом | Чоловіки | Чоловіки | Жінки | Жінки |
| -------- | ------- | ------- | -------- | -------- | ----- | ----- |
| одиниця  | осіб    | %       | осіб     | %        | осіб  | %     |
| все      | 5840    | 100     | 2974     | 50.92    | 2866  | 49.08 |
| міське   | 0       | 100     | 0        |          | 0     |       |
| сільське | 5840    | 100     | 2974     | 50.92    | 2866  | 49.08 |

## Сусідні гміни
Гміна Любево межує з такими гмінами: Цекцин, Ґостицин, Короново, Швекатово.